# Эсауловы
 Эсауловы — деревня в Кировской области. Входит в состав муниципального образования «Город Киров»

## География
Расположена на расстоянии примерно 14 км по прямой на запад-северо-запад от железнодорожного вокзала станции Киров.

## История
Известна с 1662 года как починок Объезжей Князевской с 1 двором, в 1764 (Князевской) 26 жителей, в 1802 8 дворов. В 1873 году здесь (Князевской или Есауловы) дворов 7 и жителей 39, в 1905 (Князевский или Эссауловы) 20 и 145, в 1926 (Эсауловы или Князевский) 36 и 208, в 1950 28 и 170, в 1989 45 жителей. Административно подчиняется Октябрьскому району города Киров.

## Население
Постоянное население составляло 20 человек (русские 100%) в 2002 году, 21 в 2010.